# Арсімі (футбольний клуб)
«Арсімі» (мак. Фудбалски клуб Арсими) — професійний північно-македонський футбольний клуб з села Чегране общини Гостивар. Команда з 2025 року грає в Македонській футбольній Першій лізі, найвищій футбольній лізі країни, після зайнятого другого місця в Македонській футбольній Другій лізі.

## Історія
Клуб був заснований у 1973 році групою вчителів з метою мати футбольний клуб у регіоні, де вони проживали.
Спочатку клуб грав у місцевій футбольній лізі Македонії, а пізніше був включений до третьої ліги країни, де залишався до сезону 2021—2022 років. Найбільших успіхів клуб «Арсімі» досяг у сезонах 2020—2021 та 2021—2022 років. У сезоні 2020—2021 років клуб став віце-чемпіоном Третьої Західної ліги Македонії, а пізніше в сезоні 2021—2022 клуб став абсолютним чемпіоном Третьої Західної ліги та, вигравши матч проти клубу «Овче Поле», вперше в п'ятдесятирічній історії клубу потрапив до Другої ліги Македонії. У сезоні 2024—2025 років клуб зайняв друге місце в Македонській футбольній Другій лізі, та здобув місце в Македонській футбольній Першій лізі.